# Kortspil
Kortspil er spil, som primært anvender spillekort som rekvisit. Der er mange forskellige typer spil, hvoraf nogle dyrkes som rent tidsfordriv, mens andre som bridge og skat også dyrkes som tankesportsgrene med nationale og internationale mesterskaber. Kortspil kan spilles om point eller en aftalt præmie til vinderen af spillet. Visse kortspil drejer sig direkte om at spille om penge, enten mellem spillerne indbyrdes eller mod en "bank".
Af reglerne for det enkelte kortspil fremgår, hvor mange spillere, som kan deltage i et spil. Hyppigst er der tale om 1-4 spillere. Spil med kun 1 spiller er altid af kabaletypen. I nogle kortspil uddeles alle kort til deltagerne ved spillets begyndelse, eventuelt med en indledende kortbytning mellem dem. I andre spil uddeles kun en del af kortene, hvorved der enten bliver mulighed for at bytte med de ikke uddelte kort (eventuelt mod betaling), eller de ikke uddelte kort kan indgå i spillet på forskellige måder.
I de fleste tilfælde involverer spillet kun et sæt kort, men i visse kortspil og kabaler benyttes flere sæt.

## Typer af kortspil
Kortspil kan rubriceres efter forskellige kriterier. Inden for spilforskning (ludologi) og spilhistorie inddeler man som regel kortspillene efter formålet med spillet. Den følgende inddeling er lavet af den britiske kortspilshistoriker David Parlett.
Der er dog enkelte originale kortspil, der falder uden for de følgende hovedgrupper:

### Stikspil
Dette er spil, som drejer sig om at tage stik. Stikspil er langt den største hovedgruppe og falder i to undergrupper.
A. Simple stikspil, der kun drejer sig om at tage stik (men ikke ellers nødvendigvis er simple).
Eksempler:
- whist
- beyond
- bridge
- l'hombre
- brus
- mousel
- spades
- euchre
- rakker

B. Pointbaserede stikspil, der drejer sig om at tage (eller undgå at tage) bestemte pointkort.
Eksempler:
- skat
- hjerterfri
- bezique
- davoserjazz

### Korttagningsspil
Disse spil drejer sig om at samle eller erobre kort med andre metoder end stiktagning.
Eksempel:
- kasino
- fisk
- krig

### Additionsspil
I disse spil drejer det sig om at ramme eller undgå at ramme et bestemt antal point.
Eksempel:
- cribbage
- Enogtredive

### Kastespil
Spil, der drejer sig om at slippe af med sine kort så hurtigt som muligt.
Eksempler:
- Olsen
- Crazy eights
- Frem med elleveren

### Samlespil
Spil, der drejer sig om at samle kombinationer af matchende kort.
Eksempler:
- rommy
- canasta
- 500 (pinochle rommy)

### Ordensspil
Er kabaler, som drejer sig om at bringe kortene i en bestemt orden. De fleste er enmandsspil men der findes også varianter, hvor flere spiller mod hinanden.
Eksempel:
- jokerkabale

### Bankspil
Dette er hasardspil, hvor spillerne vædder mod en bank om, hvem der har de bedste kort eller kombinationer af kort.
Eksempler:
- halvtolv
- blackjack
- bacarat

### Væddespil
Spil, hvor spillerne vædder om, hvem der har den bedste hånd eller har størst sandsynlighed for at få det efter uddeling eller køb af flere kort.
Eksempler:
- poker
- brag
- mus

## Kortspil med særlige kort
- Æsel
- Sorteper
- Uno
- Snap
- Bilkort
- Diktatorkort
- Samlekortspil
- Gnav

## Ekstern henvisning
- Kortspil på Curlie (som bygger videre på Open Directory Project)